# Camembert
|  | Aquest article tracta sobre el poble de Camembert. Vegeu-ne altres significats a «Camembert (formatge)». |

Camembert és un poble francès del departament de l'Orne, a la Normandia. És molt conegut per donar nom a un formatge, el Camembert.